# ماريا لويزا إسكوبار
ماريا لويزا غونزاليس جراييرينا دي إسكوبار (بالإسبانية: María Luisa Escobar) (ولدت تحت اسم ماريا لويزا غونزاليس جراييرينا؛ ومعروفة فنيا باسم زواجها ماريا لويزا اسكوبار، كما تُعرف أيضا باسم ماريتسا جراكسيرينا، ولدت في فالنسيا بتاريخ 5 كانون الأول/ديسمبر 1903 - وتوفيت بمدينة كراكاس بتاريخ 14 أيار/مايو 1985) هي موسيقية، عازفة بيانو، ملحنة ورسامة كاريكاتير فنزويلية، وهي مؤسِّسة كاراكاس أثينيوم في عام 1931. كما شغلت منصب الرئيس المسؤول في الصليب الأحمر بفالنسيا عام 1921؛ ثم كراكاس عام 1922-23).

## السنوات المبكرة والتعليم
ماريا لويزا غونزاليس جراييرينا هي ابنة كل من هنريك غونزاليس وماريا جراييرينا ميجاريز دي غونزاليس. في سن الخامسة، دخلت ثانوية اللودرس (بالإسبانية: Colegio de Lourdes) حيث بدأت بدراسة البيانو. وفي وقت لاحق من العام، كانت تعمل على تأليف أول قطعة موسيقية لها بعنوان «بلانكا الفتاة أنجليكا» (بالإسبانية: Blanca, la niña Angélica). ثم في سن الثامنة، سافرت مع والديها إلى كوراساو، جزر الأنتيل الهولندية ودخلت مدرسة ويلجيلجن، حيث درست الفرنسية والإنجليزية بالإضافة إلى البيانو والكمان؛ وقد حصلت على شهادة البكالوريا في عام 1917. ثم انتقلت بعد ذلك إلى باريس لمواصلة دراستها في مجال الغناء تحديدا في العزف على البيانو وتكوين القطع الموسيقية، بالإضافة إلى الغناء وذلك تحت وصاية كل من جان روجر-دوكاس، آرثر هونيغر وتشارلز كوشلين.

## المسيرة المهنية
عندما عادت إلى فنزويلا، وبعد سنتين تمكنت من تكوين وتأليف 16 قطعة موسيقية بالتعاون مع الموسيقار والملحن خوان فيسنتي لاكونا، وفي عام 1918 تزوجت من الألماني فيديريكو وولف وانتقلوا إلى العيش في بويرتو كابيلو. كان لديهم ثلاثة أطفال، فالديمار؛ إيرما ثم إيفان وولف غونزاليس، ولكنهما سرعان ما انفصلا بعد ذلك. لتتزوج مجددا لكن هذه المرة من عازف الكمان والملحن خوسيه أنطونيو اسكوبار سالوزو (1877-1970) في كاراكاس. وقد حصلت من هذا الزواج على ابن آخر حمل اسم توني اسكوبار غونزاليس.
بادرت ماريا رفقة كل من سالوزو والموسيقار/الملحن بيدرو أنطونيو ريوس رينا بالإضافة إلى فنانين آخرين إلى تأسيس مجموعة صوتية سميت باسم «الخماسية أفيلا» حيث كانت ماريا مغنية ومنظمة فيها. في 11 تموز/يوليو 1928 قامت الفنانة ماريا في استوديو في كاراكاس بإخراج مجموعة من القطع الموسيقية على غرار "Alondrae"، "Mar adentro"، "Tu maldad" و"Angel de mis sueños" وقد غيرت اسمها في هذه التسجيلات إلى «ماريتسا جراكسيرينا».
تكريما لحياتها المهنية المشرفة كباحثة، موسيقار، مغنية، ملحنة وكذلك نضالها الطويل لصالح المؤلفين والملحنين، حصلت ماريا لويزا اسكوبار على الجائزة الوطنية للموسيقى في العام 1984، قبل بضعة أشهر من وفاتها في عام 1985.

## الجوائز
- دبلوم الشرف الفكاهي الفنزويلي (فئة الرسوم الكاريكاتورية 1931)[6]

## روابط خارجية
- ماريا لويزا إسكوبار على موقع IMDb (الإنجليزية)